# Lista do AFI das 50 maiores lendas do cinema
O Instituto Americano de Cinema 100 Anos...100 Estrelas é a lista do American Film Institute que classifica as 25 maiores lendas do cinema masculino e 25 feminino da história do cinema americano e é a segunda lista do AFI 100 Years... séries.
A lista foi revelada através de um especial da CBS em 15 de junho de 1999, apresentado por Shirley Temple (que é ela mesma homenageada na lista de lendas femininas), com 50 atores atuais fazendo as apresentações.
A AFI define uma "lenda do cinema americano" como "um ator ou uma equipe de atores com uma presença significativa na tela em longas-metragens americanos (filmes de 40 minutos ou mais) cuja estreia na tela ocorreu em ou antes de 1950, ou cuja estreia na tela ocorreu depois de 1950, mas cuja morte marcou um corpo completo de trabalho". Em outras palavras, a lista geralmente homenageia atores reconhecidos por suas contribuições ao cinema clássico de Hollywood. Os jurados selecionaram as listas finais entre 250 indicados masculinos e 250 femininos.
Quando as listas foram reveladas, Gregory Peck, Katharine Hepburn, Marlon Brando, Elizabeth Taylor, Shirley Temple, Lauren Bacall, Kirk Douglas (a estrela mais longeva com 103) e Sidney Poitier estavam vivos, mas já morreram. Aos 90 anos em 2024, Sophia Loren é a única estrela sobrevivente.

## Lista das 50 maiores lendas do cinema
| No | Homens                                                              | Homens | Mulheres                      | Mulheres |
| -- | ------------------------------------------------------------------- | ------ | ----------------------------- | -------- |
| 1  | Humphrey Bogart (1899–1957)                                         |        | Katharine Hepburn (1907–2003) |          |
| 2  | Cary Grant (1904–1986)                                              |        | Bette Davis (1908–1989)       |          |
| 3  | James Stewart (1908–1997)                                           |        | Audrey Hepburn (1929–1993)    |          |
| 4  | Marlon Brando (1924–2004)                                           |        | Ingrid Bergman (1915–1982)    |          |
| 5  | Fred Astaire (1899–1987)                                            |        | Greta Garbo (1905–1990)       |          |
| 6  | Henry Fonda (1905–1982)                                             |        | Marilyn Monroe (1926–1962)    |          |
| 7  | Clark Gable (1901–1960)                                             |        | Elizabeth Taylor (1932–2011)  |          |
| 8  | James Cagney (1899–1986)                                            |        | Judy Garland (1922–1969)      |          |
| 9  | Spencer Tracy (1900–1967)                                           |        | Marlene Dietrich (1901–1992)  |          |
| 10 | Charlie Chaplin (1889–1977)                                         |        | Joan Crawford (1905–1977)     |          |
| 11 | Gary Cooper (1901–1961)                                             |        | Barbara Stanwyck (1907–1990)  |          |
| 12 | Gregory Peck (1916–2003)                                            |        | Claudette Colbert (1903–1996) |          |
| 13 | John Wayne (1907–1979)                                              |        | Grace Kelly (1929–1982)       |          |
| 14 | Laurence Olivier (1907–1989)                                        |        | Ginger Rogers (1911–1995)     |          |
| 15 | Gene Kelly (1912–1996)                                              |        | Mae West (1893–1980)          |          |
| 16 | Orson Welles (1915–1985)                                            |        | Vivien Leigh (1913–1967)      |          |
| 17 | Kirk Douglas (1916–2020)                                            |        | Lillian Gish (1893–1993)      |          |
| 18 | James Dean (1931–1955)                                              |        | Shirley Temple (1928–2014)    |          |
| 19 | Burt Lancaster (1913–1994)                                          |        | Rita Hayworth (1918–1987)     |          |
| 20 | Irmãos Marx Chico (1887–1961) Harpo (1888–1964) Groucho (1890–1977) |        | Lauren Bacall (1924–2014)     |          |
| 21 | Buster Keaton (1895–1966)                                           |        | Sophia Loren (nascida 1934)   |          |
| 22 | Sidney Poitier (1927-2022)                                          |        | Jean Harlow (1911–1937)       |          |
| 23 | Robert Mitchum (1917–1997)                                          |        | Carole Lombard (1908–1942)    |          |
| 24 | Edward G. Robinson (1893–1973)                                      |        | Mary Pickford (1892–1979)     |          |
| 25 | William Holden (1918–1981)                                          |        | Ava Gardner (1922–1990)       |          |